# Mininova

Logo von Mininova

Mininova.org war eine Index-Seite bzw. Suchmaschine für Torrents. Sie gehörte zu den größten ihrer Art, bis die Betreiber gerichtlich gezwungen wurden, Maßnahmen gegen Urheberrechtsverletzungen zu ergreifen. Im Jahr 2006 war „Mininova“ der neuntmeist gesuchte Begriff bei Google. Im Januar 2009 waren bereits neun Milliarden Downloads vermittelt worden. Jedoch wurde die Seite zum 4. April 2017 eingestellt.

## Entstehungsgeschichte
Die in den Niederlanden beheimatete Website wurde im Januar 2005 gestartet. Geschäftsführer ist Niek van der Maas, Präsident ist Erik Dubbelboer. Die Seite erhält täglich acht Millionen Suchanfragen. Sie ist ein Nachfolgeprojekt der bis dahin sehr erfolgreichen slowenischen Torrentseite Suprnova.org. Suprnova wurde Ende 2004 von den slowenischen Behörden offline genommen. Die Benutzer der Seite können anonym Torrents hochladen und über einen beliebigen BitTorrent-Tracker verfügbar machen. Anders als bei The Pirate Bay bot Mininova nie einen eigenen Tracker an. Mininova gestattet ferner keine pornographischen Torrents und logt keine IP-Adressen.

## Umstellungen
Am 6. Mai 2009 haben die Mininovabetreiber ein Content-Bearbeitungssystem eingeführt, das es möglich macht, alle Torrents, die als Urheberrechtsverletzung markiert werden, zu löschen. Bereits im September 2008 hatten die Betreiber ein System für Rechteinhaber vorgestellt, die Benutzern ihre Werke kostenlos zugänglich machen wollen.
Seit dem 26. November 2009 beschränken sich die Betreiber der Site auf erwähntes Content Distribution System. Dies aufgrund eines Gerichtsurteils vom 26. August 2008, das von den Betreibern verlangt, den Upload von Torrent-Links zu urheberrechtlich geschütztem Material zu verhindern. Bei Mininova sind damit nur noch knapp 10.000 Torrent verfügbar, während es früher deutlich über 1.000.000 waren.